# Scheepsbevoorrader

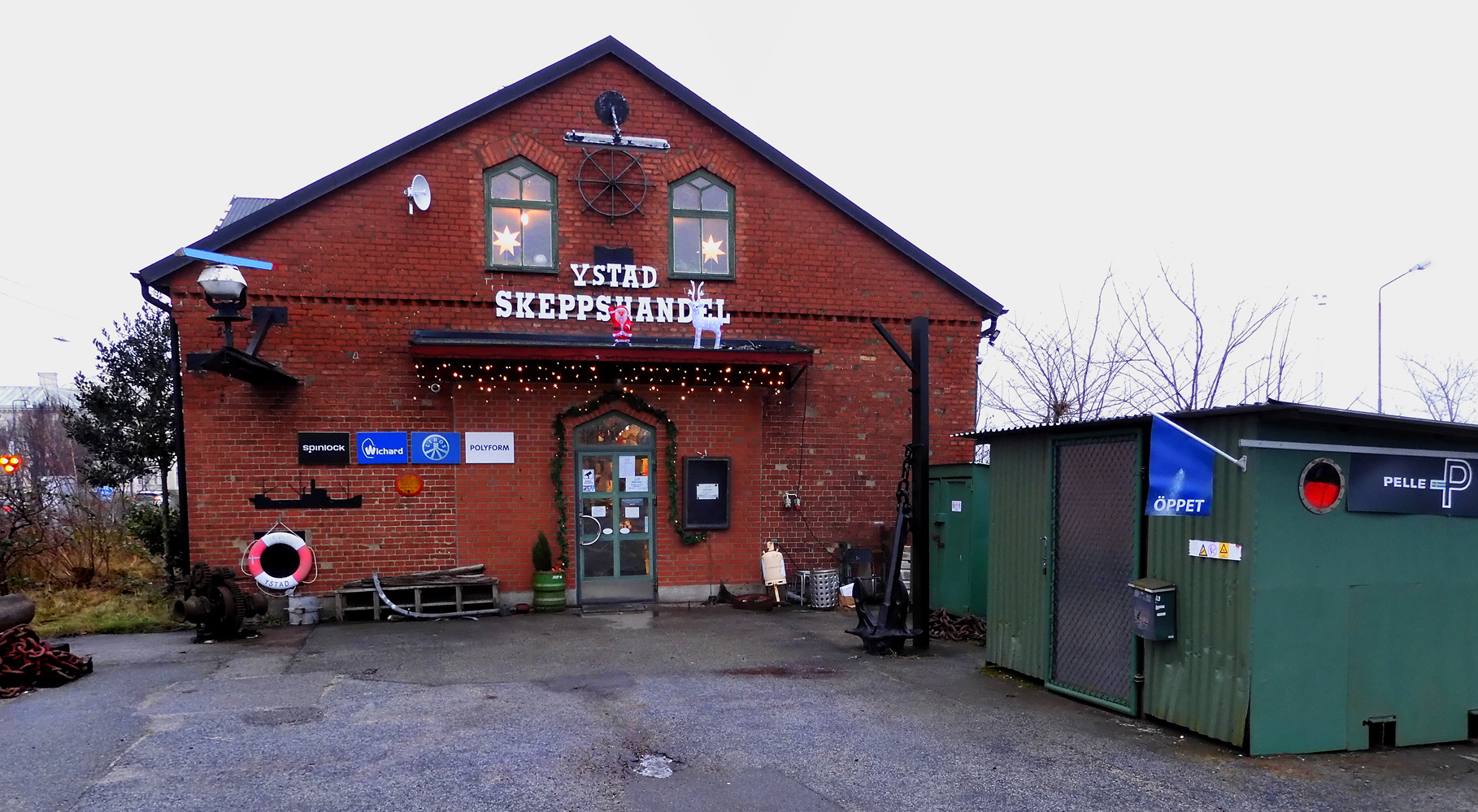
Ystads Scheepsbevoorrader 2021.

Een scheepsbevoorrader (Engels: shipchandler) of ook wel scheepsleverancier, draagt zorg voor het afleveren van proviand (voedsel), accijns goederen als drank en sigaretten, technische materialen, motoronderdelen en alles wat los en vast zit aan boord van een schip, behalve de lading. Meestal zijn dit zeeschepen. De goederen worden op bestelling van de rederij of het schip zelf geleverd, veelal vanuit de magazijnen van de scheepsbevoorrader. Veel en soms zeer zware motoronderdelen worden besteld door de rederij en opgeslagen bij de scheepsbevoorrader in afwachting van de komst van het schip. De goederen worden over de gehele wereld geleverd in havens waar zeeschepen kunnen komen en worden dan ook vervoerd over de weg, via luchtvracht of zeevracht. 
Om de hoeveelheid Europese regelgevingen op het gebied van Douane- en Veterinaire zaken te kunnen behappen (scheepsbevoorraders hebben immers te maken met een enorme diversiteit aan Douanevergunningen en Veterinaire regelgeving), zijn de meeste scheepsbevoorraders lid van de Nederlandse Vereniging van Scheepsleveranciers, waar de Europese wetgeving wordt vertaald naar werkbare oplossingen, door overleg te voeren met de diverse overheden. Op Europees niveau zijn de scheepsbevoorraders in de EU lidstaten vertegenwoordigd door het overkoepelende orgaan O.C.E.A.N.